# Henric al X-lea de Bavaria
Henric al X-lea supranumit cel Mândru (n. 1108 – d. 20 octombrie 1139, Quedlinburg, Saxonia-Anhalt, Germania) a fost duce al Bavariei sub numele Henric al X-lea (din 1126 până la moarte), duce al Saxoniei sub numele Henric al II-lea (din 1137 până la moarte) și margraf de Toscana (din 1137 până la moarte).

## Biografie

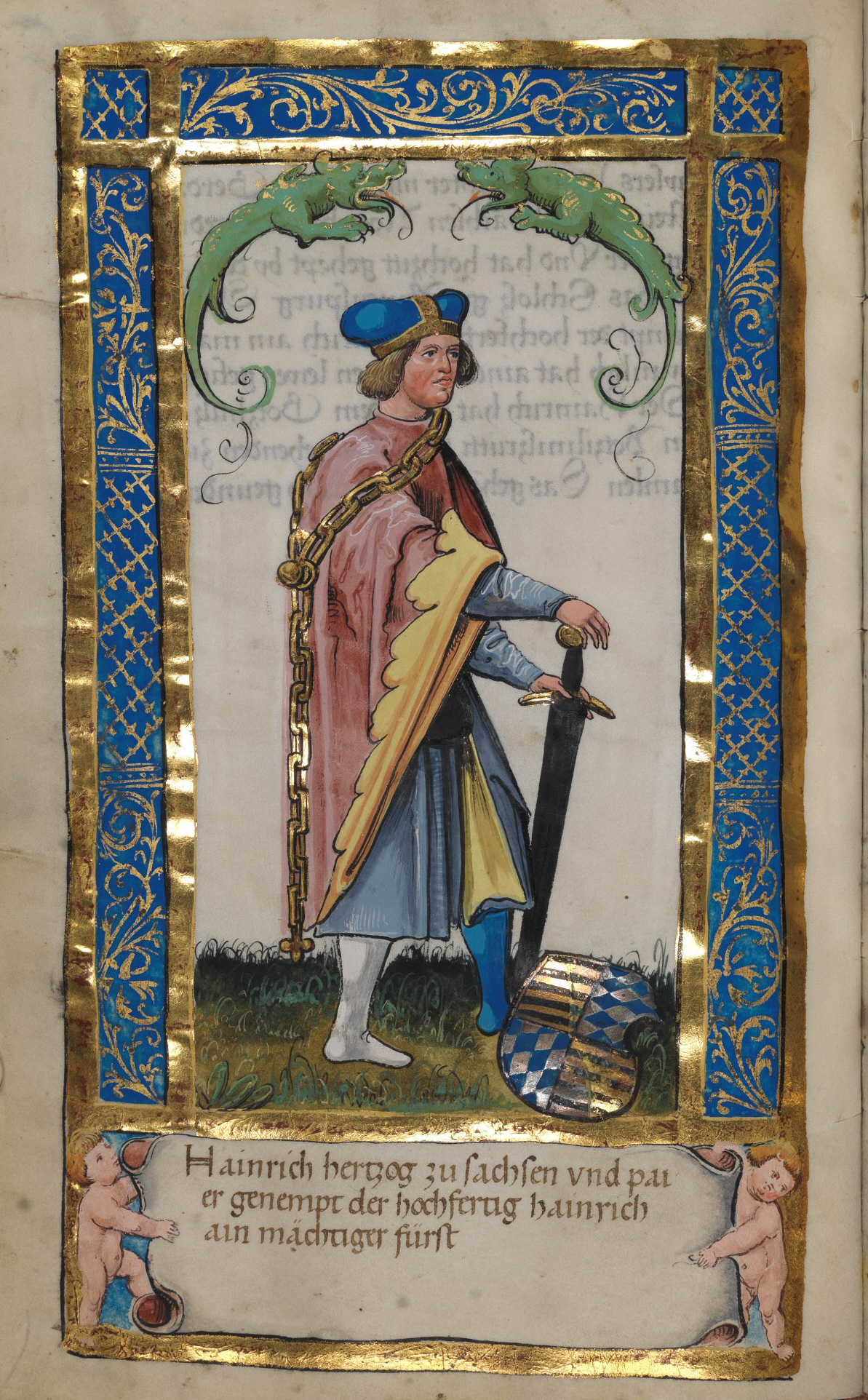
Henric cel Mândru (Weingartener Stifterbüchlein, Württembergische Landesbibliothek Stuttgart, Cod.hist.qt.584, fol. 33-34)

Henric a fost fiul ducelui Henric al IX-lea de Bavaria cu Wulfhilda, fiica ducelui Magnus Billung de Saxonia, și astfel membru al Casei de Welf, dar și moștenitor principal al familiei Billungilor din Saxonia. Tatăl și mama sa au murit în 1126 (cu puțin înainte de a muri, tatăl său se călugărise) și deoarece fratele său mai mare, Conrad, preot, murise înaintea părinților, Henric a devenit duce de Bavaria, sub numele de Henric al X-lea. În continuare, el a împărțit posesiunile familiei în ducatele de Saxonia, Bavaria și Suabia cu fratele său mai mic, Welf al VI-lea, duce de Spoleto.
În 1127, Henric s-a căsătorit cu Gertruda, unicul copil al împăratului Lothar al III-lea, a cărei mână și moștenire îi fuseseră promise tatălui lui Henric, ca recompensă pentru sprijinirea lui Lothair în alegerea regală din 1125. Gertruda moștenea proprietățile a trei dinastii saxone: ale Casei de Supplinburg, ale Brunonilor și ale Casei de Northeim. Din căsătoria lui Henric cu Gertruda a rezultat un singur copil, Henric Leul. După căsătorie, Henric a luat parte la războiul dintre regele Lothar și frații din Hohenstaufeni, Frederic (care era cumnat cu Henric, prin căsătoria sa cu sora lui Henric, Judith) și Conrad, duce de Franconia și ulterior rege al Germaniei sub numele de Conrad al III-lea. Angajat în această dispută, Henric era totodată preocupat în suprimarea unei revolte în Bavaria, conduse de contele Frederic de Bogen, în timpul căreia atât ducele cât și contele încercau să își stabilească propriul candidat în episcopatul de Regensburg. După un război devastator, Frederic de Bogen s-a supus în 1133, iar doi ani mai târziu cei doi frați din familia Hohenstaufen au încheiat pacea cu regele Lothar al III-lea. În 1136, Henric l-a însoțit pe socrul său, Lothar al III-lea în Italia și, luând comanda uneia dintre coloanele armatei imperiale, a pornit în marș în sudul Italiei, devastându-l. Remarcându-se pentru capacitățile sale militare în timpul acestei campanii, Henric a fost numit ca margraf de Toscana și ca succesorul al lui Lothar în Ducatul de Saxonia. De asemenea, el a primit fostele proprietăți ale Matildei de Toscana.
Atunci când Lothar a murit în decembrie 1137, averea și poziția lui Henric îl recomandau drept principal candidat la coroana Sfântului Imperiu Roman, însă aceleași calități care i-au atras supranumele „cel Mândru", au semănat invidie în rândul principilor care s-au coalizat pentru a împiedica alegerea sa ca rege german. Noul rege ales, Conrad al III-lea de Hohenstaufen, a solicitat însemnele imperiale (insignia) imperiale care se aflau în posesia lui Henric, iar acesta a cerut în schimb înfeudarea cu Ducatul de Saxonia. Însă Conrad, care se temea de puterea lui Henric, a refuzat să accepte pretextând că era ilegal ca două ducate să ajungă în posesia unei singure persoane. Încercările de a se ajunge la o înțelegere au eșuat, iar în iulie 1138 Henric a fost privat de ducatele sale. În 1139 Henric a reușit să îi alunge pe dușmanii săi Hohenstaufeni din Saxonia și se pregătea să atace Bavaria când a murit subit în Abația Quedlinburg. A fost înmormântat în biserica din Königslutter alături de socrii săi.
Fiul său, Henric Leul, nu atinsese încă vârsta maturității. Ducatul de Bavaria a fost acordat de Hohenstaufeni margrafului Leopold al IV-lea de Austria, fratele vitreg al regelui Conrad al III-lea. Saxonia, pe care Henric Leul încercase să o ocupe dar fără a fi învestit, a fost conferită lui Albert Ursul, fiul tinerei fiice a lui Magnus, ultimul duce Billung.